# Coppa Svizzera 1926-1927
La Coppa Svizzera 1926-1927 è stata la 2ª edizione della manifestazione calcistica. È iniziata il 6 settembre 1926 e si è conclusa il 3 aprile 1927.

## Regolamento
Turni ad eliminazione diretta in gara unica. In caso di parità al termine dei tempi supplementari, la partita veniva ripetuta a campo invertito.

## Squadre partecipanti
| Blue Stars Zurigo |
| Brühl             |
| Grasshoppers      |
| Lugano            |
| San Gallo         |
| Veltheim          |
| Winterthur        |
| Young Fellows     |
| Zurigo            |

| Aarau             |
| Basilea           |
| Berna             |
| Concordia Basilea |
| Grenchen          |
| Nordstern         |
| Old Boys Basilea  |
| Soletta           |
| Young Boys        |

| Bienne             |
| Cantonal Neuchâtel |
| Étoile Carouge     |
| Étoile-Sporting    |
| Friburgo           |
| La Chaux-de-Fonds  |
| Losanna            |
| Servette           |
| Urania Ginevra     |

| Amicale Abattoirs Ginevra |
| Concordia Yverdon         |
| Forward Morges            |
| Monthey                   |
| Montreux-Sports           |
| Orbe                      |
| Renens                    |
| Saint-Jean                |
| Signal Losanna            |
| Stade Nyonnais            |
| Vevey                     |
| Villeneuve-Sports         |

| Allschwil                |
| Black Stars Basilea      |
| Breite Basilea           |
| Cercle des Sports Bienne |
| Helvetik Basel           |
| Kickers Lucerna          |
| Lucerna                  |
| Madretsch                |
| Olten                    |
| Victoria Berna           |

| Arbon                  |
| Baden                  |
| Ballspielclub Zurigo   |
| Chiasso                |
| Neumünster             |
| Oerlikon               |
| Red Star Zurigo        |
| Romanshorn             |
| Sciaffusa              |
| Töss                   |
| Winterthur Sportverein |
| Wohlen                 |

### Turno preliminare
| Squadra 1            | Risultato | Squadra 2                |
| -------------------- | --------- | ------------------------ |
| 5 settembre 1926     |           |                          |
| Allschwil            | 2 - 1     | Stade Lausanne           |
| Baden                | 1 - 3     | Sciaffusa                |
| Ballspielclub Zurigo | 6 - 2     | Diana Zurigo             |
| Bellinzona           | 3 - 2     | Neumünster               |
| Bex                  | 5 - 2     | Delémont                 |
| Bösingen             | 1 - 3     | Vevey                    |
| Burgdorf             | 3 - 2     | Helvetik Basilea         |
| Central Friburgo     | 0 - 6     | Monthey                  |
| Chiasso              | 5 - 1     | Wohlen                   |
| Flawil               | 3 - 4     | Arbon                    |
| Liestal              | 1 - 3     | Frauenfeld               |
| Lucerna              | 4 - 2     | Romanshorn               |
| Madretsch            | 1 - 6     | Black Stars Basilea      |
| Montreux-Sports      | 7 - 4     | Langenthal               |
| Neuhausen            | 2 - 6     | Kickers Lucerna          |
| Oerlikon/Polizei     | 1 - 4     | Birsfelden               |
| Olten                | 3 - 0     | Concordia Yverdon        |
| Racing Losanna       | 3 - 1     | Breite Basilea           |
| Renens               | 8 - 2     | Thun                     |
| Seebach              | 5 - 4     | Horgen                   |
| Töss                 | 3 - 0     | Locarno                  |
| Victoria Berna       | 3 - 1     | Cercle des Sports Bienne |
| Zähringia Berna      | 1 - 2     | Villeneuve-Sports        |

### Trentaduesimi di finale
| Squadra 1         | Risultato | Squadra 2                 |
| ----------------- | --------- | ------------------------- |
| 3 ottobre 1926    |           |                           |
| Aarau             | 0 - 3     | La Chaux-de-Fonds         |
| Arbon             | 1 - 2     | Veltheim                  |
| Basilea           | 0 - 2     | Old Boys Basilea          |
| Bellinzona        | 9 - 2     | Winterthur Sportverein    |
| Bienne            | 0 - 4     | Cantonal Neuchâtel        |
| Blue Stars Zurigo | 3 - 0     | Kreuzlingen               |
| Brühl             | 4 - 1     | Sirius                    |
| Burgdorf          | 0 - 4     | Racing Losanna            |
| Chiasso           | 6 - 0     | Höngg                     |
| Concordia Basilea | 1 - 2     | Grasshoppers              |
| Étoile Carouge    | 4 - 1     | Amicale Abattoirs Ginevra |
| Forward Morges    | 4 - 2     | Stade Nyonnais            |
| Friburgo          | 2 - 0     | Allschwil                 |
| Frauenfeld        | 5 - 3     | San Gallo                 |
| Grenchen          | 8 - 1     | Villeneuve-Sports         |
| Kickers Lucerna   | 1 - 0     | Sciaffusa                 |
| La Tour-de-Peilz  | 2 - 1     | Bex                       |
| Losanna           | 1 - 4     | Servette                  |
| Lucerna           | 0 - 4     | Young Fellows             |
| Lugano            | 11 - 4    | SC Sankt Johann Basel     |
| Minerva           | 1 - 2     | Vevey                     |
| Monthey           | 1 - 3     | Black Stars Basilea       |
| Montreux-Sports   | 1 - 3     | Berna                     |
| Nordstern         | 3 - 0     | Hakoah Vienna             |
| Orbe              | 0 - 4     | Soletta                   |
| Petit Huningue    | 2 - 0     | Ballspielclub Zurigo      |
| Renens            | 3 - 4     | Étoile-Sporting           |
| Seebach           | 0 - 5     | Töss                      |
| Urania Ginevra    | 2 - 0     | Victoria Berna            |
| Winterthur        | 4 - 0     | Birsfelden                |
| Young Boys        | 4 - 0     | Olten                     |
| Zurigo            | 4 - 1     | Red Star Zurigo           |

### Sedicesimi di finale
| Squadra 1           | Risultato | Squadra 2         |
| ------------------- | --------- | ----------------- |
| 7 novembre 1926     |           |                   |
| Berna               | 3 - 0     | Urania Ginevra    |
| Black Stars Basilea | 1 - 7     | Soletta           |
| Brühl               | 5 - 2     | Petit Huningue    |
| Cantonal Neuchâtel  | 1 - 3     | Étoile-Sporting   |
| Forward Morges      | 1 - 2     | Étoile Carouge    |
| Frauenfeld          | 4 - 11    | Grasshoppers      |
| Grenchen            | 3 - 1     | Servette          |
| La Chaux-de-Fonds   | 2 - 0     | Friburgo          |
| Kickers Lucerna     | 1 - 6     | Young Fellows     |
| La Tour-de-Peilz    | 4 - 3     | Racing Losanna    |
| Nordstern           | 3 - 2     | Blue Stars Zurigo |
| Old Boys Basilea    | 2 - 4     | Lugano            |
| Töss                | 2 - 0     | Winterthur        |
| Young Boys          | 7 - 0     | Vevey             |
| Zurigo              | 2 - 0     | Bellinzona        |
| Chiasso             | Sosp.     | Veltheim          |
| 28 novembre 1926    |           |                   |
| Chiasso             | 3 - 1     | Veltheim          |

### Ottavi di finale
| Squadra 1        | Risultato | Squadra 2         |
| ---------------- | --------- | ----------------- |
| 5 dicembre 1926  |           |                   |
| Étoile Carouge   | 0 - 3     | Berna             |
| Chiasso          | 1 - 6     | Lugano            |
| Grasshoppers     | 10 - 0    | Töss              |
| Grenchen         | 3 - 2     | La Chaux-de-Fonds |
| Nordstern        | 5 - 1     | Zurigo            |
| La Tour-de-Peilz | 2 - 3     | Soletta           |
| Young Boys       | 6 - 3     | Étoile-Sporting   |
| 2 gennaio 1927   |           |                   |
| Young Fellows    | 2 - 1     | Brühl             |

### Quarti di finale
| Squadra 1       | Risultato | Squadra 2    |
| --------------- | --------- | ------------ |
| 6 febbraio 1927 |           |              |
| Lugano          | 2 - 3     | Grasshoppers |
| Nordstern       | 1 - 0     | Grenchen     |
| Soletta         | 0 - 1     | Berna        |
| Young Fellows   | 4 - 0     | Young Boys   |

### Semifinali
| Squadra 1    | Risultato | Squadra 2     |
| ------------ | --------- | ------------- |
| 6 marzo 1927 |           |               |
| Berna        | 0 - 2     | Grasshoppers  |
| Nordstern    | 2 - 3     | Young Fellows |

### Finale
| Arbitro: | Ruoff (Berna) |

| |            |                                                                                            |
| Tschirren 55’, 76’ Abegglen 74’                                                                                            | Marcatori  | 48’ Muntwyler                                                                              |
| Pasche Gottenkieny De Weck Neuenschwander Weiler II de Lavallaz Frankenfeldt Max Abegglen Weiler I Abegglen III Tschhirren | Formazioni | Sedladeek Hubeli Haag Mazzocco Giurkewitz Heinrich Hachler Winkler Leiber Muntwyler Kehrli |
| "Dori" Kürschner | Allenatori | Josef Winkler                                                                              |